# 機動戰士鋼彈 MSV-R 強尼·萊汀的歸來
《機動戰士鋼彈 MSV-R 強尼·萊汀的歸來》是Ark Performance所創作的漫畫，富野由悠季、矢立肇擔任原作，大河原邦男負責出場機體的設計。於角川書店出版的漫畫雜誌《鋼彈ACE》2010年6月號開始連載，至2023年9月號完結，全書共26卷。

## 概要
本作是《鋼彈ACE》中大河原邦男機械設計計畫「MSV-R」的一部分，敘述在「第二次新吉翁抗爭」前夕的宇宙世紀0090年，以曾在「MSV」中有記載、於一年戰爭末尾失蹤的吉翁軍王牌駕駛員「強尼·萊汀」的行蹤，和與他曾隸屬的「奇美拉隊」為核心發展的故事。
本作與同漫畫作者的《機動戰士鋼彈 基連暗殺計劃》、《機動戰士鋼彈 光輝的阿·巴瓦·空》共用相同設定。

## 登場角色

### FSS
雷德·威萊因（聲：井上和彦（SD 鋼彈 G 世代 永恆））
本作主角。FSS的測試駕駛員。似乎是聯邦軍出身，本人常自稱「狙擊技術有夠爛」。
莉米亞·格林伍德
Side3（吉翁共和國）出身。由於人才交換計劃之故來到FSS工作的工科大學生，現為雷德小隊的工程師。
父親羅伊·格林伍德（MSV登場人物）是一年戰爭時期吉翁軍的王牌駕駛員，在他失蹤後與姐姐一起被他人給收養。
亞修歷·布朗·柏蘭德
FSS調查隊的後援，雷德與莉米亞的同僚，通稱「波布」，是莉米亞通過第一印象取的，一年戰爭期間是大學生，有過從軍履歷。
艾希瓦婭
FSS的電腦專家，同時也是名技藝高超的駭客。
吉爾·布羅肯·胡佛
FSS的會長。一年戰爭時期是聯邦軍MS部隊的大隊長。他其實是曾與強尼·萊汀駕駛的高機動型蓋古克交手，因為對方已然負傷而成功將其捕獲的「威萊因隊」隊長。現在的姓名其實是假名。

### 原奇美拉隊相關人士
強尼·萊汀（聲：井上和彦（PV））
本作的核心，吉翁軍中校。本是只在「MSV」登場的角色。
休·邁爾金·克耳文
吉翁公國軍上校，奇美拉隊的發起人與組織者。
表面上是以「統合舊類型人的王牌駕駛員用來對抗新人類駕駛」為由，向上司基希莉雅·薩比提出組建奇美拉隊，因某個原因唆使悠瑪引發奇美拉隊內亂。在一年戰爭末期死於阿·保瓦·庫。
悠瑪·萊特因（Uma Lightning）
原奇美拉隊成員之一，也是當時最年少的成員。是吉翁公國的研究下出現的第一批強化人駕駛員。一年戰爭後趁著戰後的資訊混亂偽造聯邦軍軍籍成為202實驗技術大隊的一員，成功躲過聯邦軍的搜查。
對強尼·萊汀有著狂信徒般的忠誠心，但被休上校的言語所迷惑而發起叛亂，被強尼阻止後才醒悟過來，之後就一直在尋找強尼的下落。
茵格麗0（INGRID-0）
原奇美拉隊成員之一，是運用複製人技術創造的強化人駕駛員，擅長駕駛MS進行高機動戰鬥，於一年戰爭末期和悠瑪被配屬到奇美拉隊。奇美拉隊內亂之際被強尼·萊汀安置在冷凍睡眠艙中，戰後被聯邦軍發現，並輾轉之下成了地球聯邦議會會長柯普的養女。
原本與悠瑪同年，但因冷凍睡眠的緣故，外表與經驗都停在一年戰爭末期的狀態，而在交手時略居下風。
嘉克畢斯·諾特（Jacobius Node）
原奇美拉隊成員之一，奇美拉隊的No.2，強尼·萊汀的搭檔。小隊第一的狙擊手。現在是民間軍事公司「塞蜜絲」的社長，自稱是聽從歐克森納指示的獵犬。

### 地球聯邦政府、聯邦軍
歐克森納·克里夫
地球聯邦政府首相輔佐官與議會議員。一年戰爭時期是雷比爾將軍的幕僚，階級為上校。是FSS的前身聯邦軍兵器調查委員會的創立者，現在也對FSS有著很強的影響力。現在在政界被公認是下任首相的有力候選者，自嘲自己只是運氣好才能活到現在。
一年戰爭結束後曾回到故鄉雪梨，面對故鄉的慘境（雪梨是殖民地墜落的地點），而生出人類可以毫無底線的揮發自己的惡意的想法，雖然與柯普議長都抱持著維持人類的存續的觀點，卻打算用「薩比家的復仇裝置」摧毀所有宇宙殖民地的生態，令所有人類不得不回歸地球，來以此終結宇宙世紀以來地球居民與宇宙殖民地居民的紛爭。
雖然在雷德與奇美拉隊、FSS的努力下終於奪得薩比家的遺產「光塔」，卻對「薩比家的復仇裝置」的發動毫無準備而險些釀成大禍，事件結束後面對柯普議長的安排毫無怨言，並決定面對自己計畫失誤後造成的後果。
柯普
地球聯邦議會議長。過去曾是被評價為「賈布羅的地鼠」的聯邦軍高官，在歷經無數次政爭後獲得了現在的地位。
一年戰爭期間負責後勤調度與政治交涉等工作，曾在一年戰爭期間服役過的和修吉對當時後勤都毫無怨言。戰後退役轉入政界，在迪坦斯、幽谷等聯邦軍軍閥敗北或消亡後已成為聯邦議會最大的派閥勢力領導者。對宇宙居民或地球居民沒有偏見，追求的是人類的存續，自認自己是寄生在人類這個群體上的寄生蟲，因而獲得利益的他決定在年事已高的現在站出來阻止任何人或勢力破壞這份寧靜。
為此試圖阻止歐克森納激進的計畫，同時還要阻止夏亞與前者任一人獲得「薩比家的復仇裝置」，為此收養了前奇美拉的成員茵格麗0為養女，還動用權力讓和修吉等特務部隊加入己方陣營、提供鋼彈型等精銳MS讓他們使用，雖然最終結果是歐克森納拿到了薩比家的遺產「光塔」，但無論是歐克森納或夏亞都沒有得到復仇裝置，最後老實承認自己的失敗，並決定讓也因此有所省悟的歐克森納成為下任地球聯邦大總統。
在故事尾聲的UC0095年時已經從議長身分退休，讓養女茵格麗0接手了自己之前大多數的工作，自己則擔任起FSS的首席理事，並決定要把FSS的紀錄檔案封存在月球背面的新基地上。
和修吉·巴亞克
地球聯邦軍特務部隊「暗夜獵手」的隊長，階級為上尉。是個有如好戰的野獸的MS王牌駕駛員。後連同小隊一起被柯普議長挖角，擔任其養女茵格麗0的保鑣。
真實身分是前聯邦軍軍閥「迪坦斯」的軍官亞桑·蓋布爾，迪坦斯敗亡後為躲避追捕，而化名和修吉重回聯邦軍。
在故事尾聲的UC0095年時從茵格麗0的口中得知似乎仍很有活力的活躍在前線。

### 新吉翁
霍斯特·哈尼斯
新吉翁的參謀總長。知曉薩比家復仇裝置「亞斯塔錄」的存在，於是向總帥夏亞建議奪取該物好做為日後向聯邦軍挑戰的手段。
夏亞·阿茲納布爾
新吉翁的新任總帥。統合了哈曼·坎恩戰死後逐漸分崩離析的新吉翁勢力，並在宇宙殖民地「甘泉」秘密組織軍隊，打算在日後與地球聯邦之間的抗爭做著準備。聽從了霍斯特的意見，暫時停滯地球寒冷化作戰，而加入了薩比家復仇裝置「亞斯塔錄」的爭奪戰之中。

## 出版書籍
| 冊數 | KADOKAWA                             | KADOKAWA                                                | 台灣角川       | 台灣角川               |
| 冊數 | 發售日期                             | ISBN                                                    | 發售日期       | ISBN                   |
| ---- | ------------------------------------ | ------------------------------------------------------- | -------------- | ---------------------- |
| 1    | 2010年12月25日                       | ISBN 978-4-04-715592-3                                  | 2012年7月18日  | ISBN 978-986-28784-0-8 |
| 2    | 2011年4月26日                        | ISBN 978-4-04-715693-7                                  | 2012年10月17日 | ISBN 978-986-28799-2-4 |
| 3    | 2011年10月26日                       | ISBN 978-4-04-715812-2                                  | 2013年1月18日  | ISBN 978-986-32516-0-6 |
| 4    | 2012年3月26日                        | ISBN 978-4-04-120209-8                                  | 2013年5月21日  | ISBN 978-986-32531-9-8 |
| 5    | 2012年9月26日                        | ISBN 978-4-04-120450-4                                  | 2013年5月21日  | ISBN 978-986-32539-8-3 |
| 6    | 2013年3月26日                        | ISBN 978-4-04-120637-9                                  | 2013年11月20日 | ISBN 978-986-32568-9-2 |
| 7    | 2013年9月26日                        | ISBN 978-4-04-120841-0                                  | 2014年6月20日  | ISBN 978-986-36602-0-0 |
| 8    | 2014年3月24日                        | ISBN 978-4-04-121063-5                                  | 2014年12月17日 | ISBN 978-986-36628-6-0 |
| 9    | 2014年9月26日                        | ISBN 978-4-04-102105-7                                  | 2015年6月17日  | ISBN 978-986-36656-7-0 |
| 10   | 2015年3月26日                        | ISBN 978-4-04-102106-4                                  | 2015年11月25日 | ISBN 978-986-36682-3-7 |
| 11   | 2015年9月26日                        | ISBN 978-4-04-103501-6                                  | 2016年5月25日  | ISBN 978-986-47312-0-6 |
| 12   | 2016年3月26日                        | ISBN 978-4-04-104095-9                                  | 2017年5月18日  | ISBN 978-986-47369-6-6 |
| 13   | 2016年11月26日                       | ISBN 978-4-04-104812-2                                  | 2018年2月8日   | ISBN 978-957-56405-5-2 |
| 14   | 2017年3月25日（特裝版） 2017年4月4日 | ISBN 978-4-04-105240-2（特裝版） ISBN 978-4-04-105226-6 | 2018年7月19日  | ISBN 978-957-56430-7-2 |
| 15   | 2017年9月25日                        | ISBN 978-4-04-106086-5                                  | 2019年4月3日   | ISBN 978-957-56486-5-7 |
| 16   | 2018年3月26日                        | ISBN 978-4-04-106699-7                                  | 2019年6月5日   | ISBN 978-957-74303-5-9 |
| 17   | 2018年10月26日                       | ISBN 978-4-04-107351-3                                  | 2020年5月18日  | ISBN 978-957-74371-3-6 |
| 18   | 2019年3月26日                        | ISBN 978-4-04-108002-3                                  | 2020年5月18日  | ISBN 978-957-74371-4-3 |
| 19   | 2019年9月21日                        | ISBN 978-4-04-108674-2                                  | 2021年1月6日   | ISBN 978-986-52415-7-5 |
| 20   | 2020年3月26日                        | ISBN 978-4-04-109218-7                                  | 2021年1月6日   | ISBN 978-986-52415-8-2 |
| 21   | 2021年1月26日                        | ISBN 978-4-04-111086-7                                  | 2022年3月10日  | ISBN 978-626-32125-4-1 |
| 22   | 2021年9月25日                        | ISBN 978-4-04-111902-0                                  | 2022年9月8日   | ISBN 9786263217645     |
| 23   | 2022年3月26日                        | ISBN 978-4-04-112373-7                                  | 2022年12月15日 | ISBN 978-626-35204-6-2 |
| 24   | 2022年9月26日                        | ISBN 978-4-04-112933-3                                  | 2023年7月13日  | ISBN 978-626-35270-3-4 |
| 25   | 2023年3月25日                        | ISBN 978-4-04-113497-9                                  | 2024年1月18日  | ISBN 978-626-37837-3-7 |
| 26   | 2023年9月26日                        | ISBN 978-4-04-113497-9                                  | 2024年8月22日  | ISBN 978-626-40038-5-8 |

## 相關作品
- 機動戰士鋼彈 基連暗殺計劃
- 機動戰士鋼彈 光輝的阿·巴瓦·空